# حسین آقا ملک
حاج حسین آقا ملک (۱۰ خرداد ۱۲۵۰ – ۴ مرداد ۱۳۵۱) یکی از تجار بزرگ تهران و مشهد بود.

## نسب خانوادگی

### پدربزرگ
آقا مهدی، پدربزرگ حاج حسین ملک، به کسوت روحانیان درنیامد و در جنگ‌های ایران و روس به قشون دولتی پیوست و تا درجه سرهنگی پیش رفت. او پس از جنگ به بازرگانی روی آورد و از امتیاز دوستی با میرزا تقی خان امیرنظام برخوردار شد. امیرنظام، پیشکار ناصرالدین میرزای ولیعهد در آذربایجان بود و هنگامی که محمد شاه قاجار از دنیا رفت، ۱۰۰ هزار تومان از آقا مهدی قرض گرفت تا ولیعهد را از تبریز به تهران بیاورد و بر تخت بنشاند. آقا مهدی نیز به تهران آمد. امیرنظام که در این زمان صدراعظم ناصرالدین شاه شده و لقب امیرکبیر را گرفته بود، به پاس خدمات آقا مهدی، لقب ملک‌التجاری را از شاه برای او گرفت.

### پدر
لقب ملک‌التجاری پس از آقا مهدی به فرزندش محمدکاظم رسید که ویژگی‌های رفتاری دگرگونه‌ای را از خود بروز می‌داد. او در جوانی ورزشکار و دست‌پرورده پهلوان ابراهیم یزدی بود. سپس همچون پدر وارد تجارت شد. او اما از سیاست نیز برکنار نبود و در سرودن شعر نیز دستی داشت. محمدکاظم ملک‌التجار، از راه تجارت و از جانب املاک گسترده‌ای که در خراسان خریده و به دست آورده بود، ثروتی انبوه را برای فرزندان به میراث گذاشت. اساس ثروت حاج حسین آقا ملک از این‌رو بود.

### تولد و جوانی
حاج حسین آقا ملک بنیان‌گذار و واقف کتابخانه و موزه ملی ملک در ۱۰ خرداد ۱۲۵۰ خورشیدی (۱۱ ربیع الاول ۱۲۸۸ قمری) در تهران زاده شد. خانواده‌اش اصالتاً تبریزی و مجتهدزاده بودند. حسین به همراه دو برادر و سه خواهرش با چنین تباری و در خانه چنین پدری پرورش یافتند. پدرش چون به مدرسه‌های جدید با دیده تردید می‌نگریست و آن‌ها را مخلّ دیانت می‌دانست، حسین را به مدرسه‌های دارالشفا و صدر تهران فرستاد تا به فراگیری علوم قدیمه همت گمارد. سیدمحمدعلی مازندرانی و میرشهاب‌الدین نیریزی، استادان او بودند و گویا با میرزا ابوالحسن جلوه حکیم بزرگ عصر ناصری نیز صمیمیت داشت. حسین یک‌چند هم دور از چشم پدر به مدرسه فرانسوی آلیانس رفت تا زبان فرانسه را بیاموزد. در آن جا با کسانی چون محمدعلی فروغی ادیب و نخست‌وزیر سال‌های بعد هم‌دوره بود.

## کسب و کار
او دستیاری پدر در اداره املاک خراسان را برعهده داشت و گویا نخستین علقه‌های فرهنگی‌اش در سفری که همراه پدر به مشهد رفته بود، بسته شد. در آن‌جا به راهنمایی یکی از دوستان پدر با پاره‌ای نفایس حرم رضوی آشنا شد و بعدتر هنگامی که در نیشابور نسخه‌ای از دیوان ابن یمین فریومدی شاعر سده ششم هجری را به دست آورد، اندیشه بنیادگذاری یک کتابخانه بزرگ به ذهن‌اش خطور کرد. حسین ملک در این زمان ۲۸ ساله بود.
کتابخانه‌ای که حاج حسین آقا ملک از حدود سال ۱۲۷۸ خورشیدی فراهم آورد، ابتدا در مشهد بود. وی سپس کتابخانه نفیس‌اش را به خانه پدری در بازار بین‌الحرمین تهران جابه‌جا کرد و آن را در اختیار اهل فضل و دانش قرار داد.

## موقوفات
در سال ۱۳۱۶ خورشیدی به شرح وقف‌نامه ای، کتابخانه را به آستان امام رضا تقدیم کرد. حسین ملک همچنین املاک و مستغلات فراوانی را در تهران و خراسان بر امور خیریه و عام‌المنفعه وقف و اهدا کرد. و بدین ترتیب در جایگاه بزرگ‌ترین واقف تاریخ معاصر ایران نشست. حاج حسین آقا ملک املاک و مستغلات زیادی را در تهران و خراسان برای امور خیریه و عام‌المنفعه وقف کرد که از میان آن‌ها می‌توان به وقف حدود ۶۰ هزار هکتار زمین کشاورزی و باغ در خراسان بر آستان قدس رضوی، ایجاد و وقف بیمارستان در منطقه چناران مشهد، اهدای حدود ۲ میلیون و ۵۰۰ هزار متر مربع زمین به فرهنگیان و کارکنان بهداری و پست و تلگراف خراسان و نیز اهدای منطقه و باغ وکیل آباد به شهرداری مشهد برای تبدیل به تفرجگاه عمومی اشاره کرد.
پایان

## درگذشت
وی در ۴ مرداد ۱۳۵۱ خورشیدی در ۱۰۱ سالگی بر اثر مرگ طبیعی درگذشت.

## فرزندان
پنج دختر از او به یادگار ماند؛ خانم‌ها عزت‌ملک، ملک‌زاده و صدیقه از بطن بانو نوابه قدسیه همسر نخست و خانم‌ها فلورت و رزت از زرین خانم همسر دوم‌اش. صمد سودآور بنیانگذار کارخانه بنز خاور با یکی از فرزندان او ازدواج کرده بود.

## نگارخانه

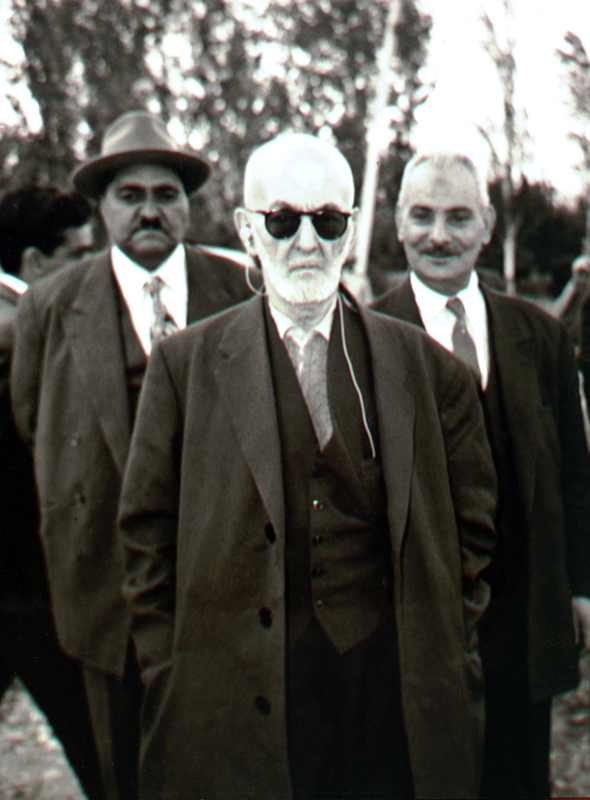
حاج حسین آقا ملک و همراهان
حاج حسین آقا ملک و برادرانش در باغ وکیل آباد
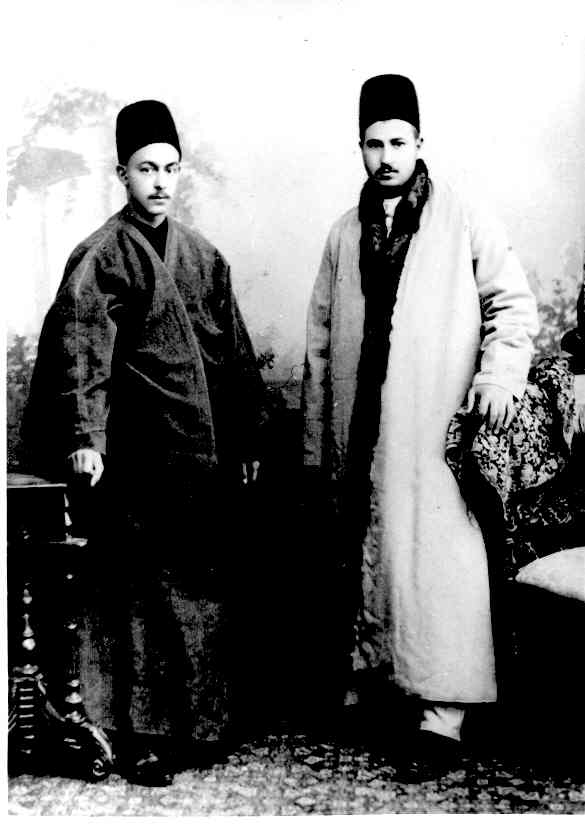
حاج حسین آقا ملک در سنین نوجوانی
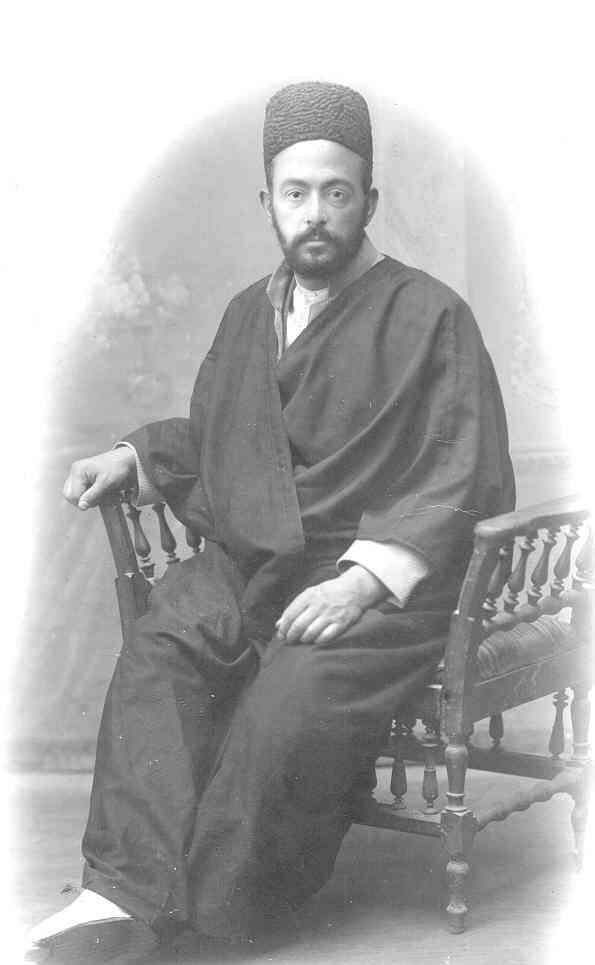
حاج حسین ملک در جوانی
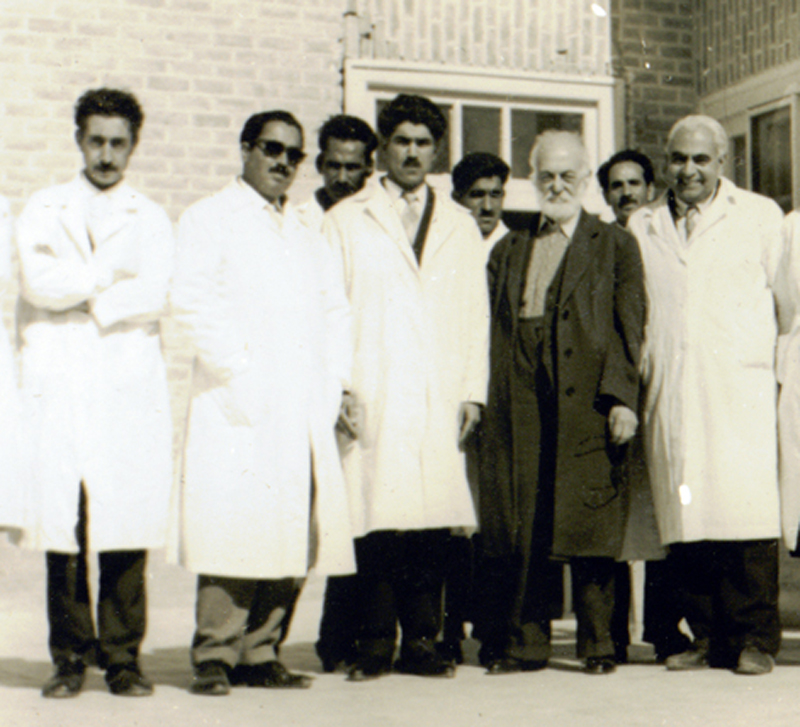
حاج حسین آقا ملک در بیمارستان چناران
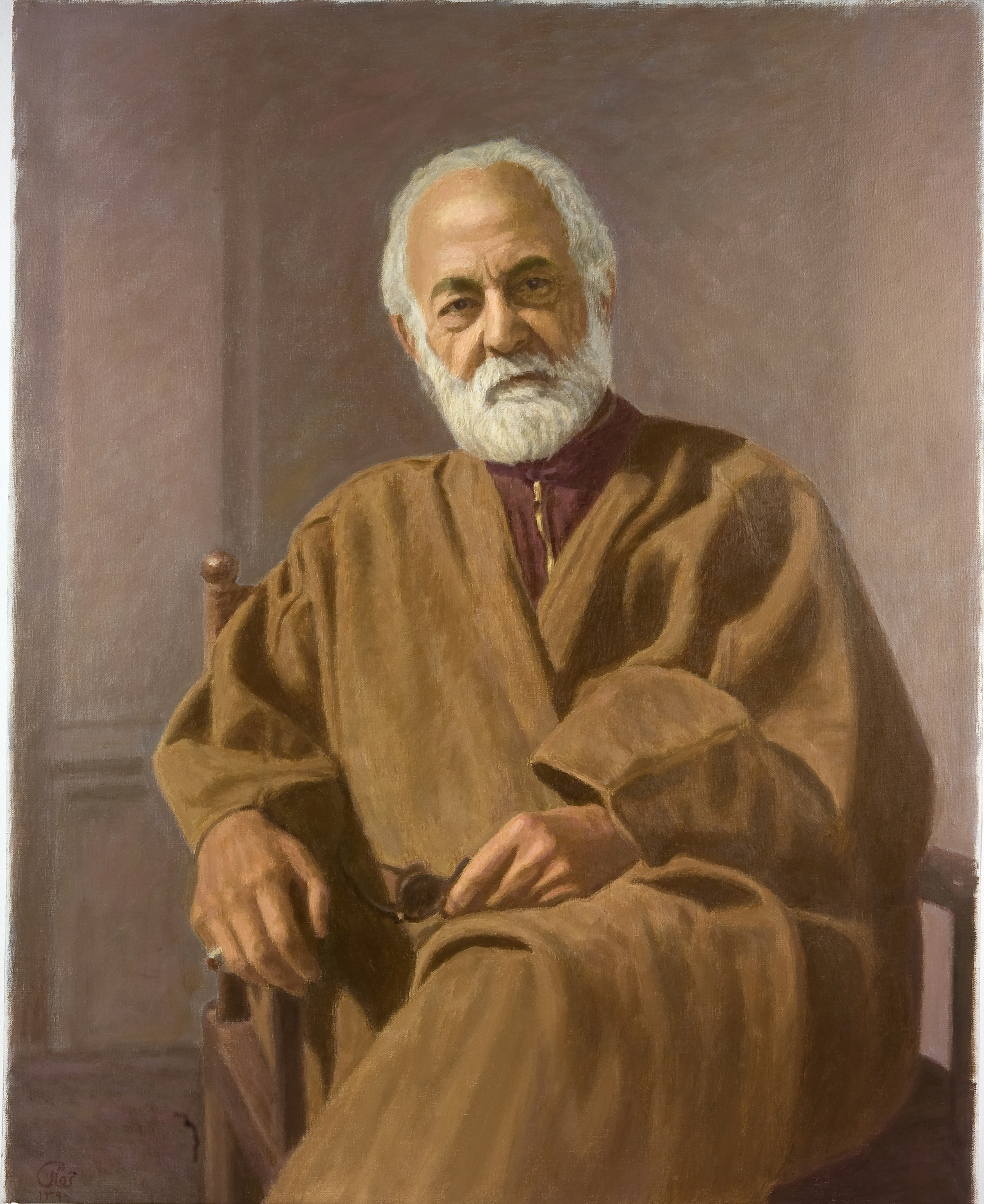
پرتره حاج حسین آقا ملک. اثر استاد کیخسرو خروش
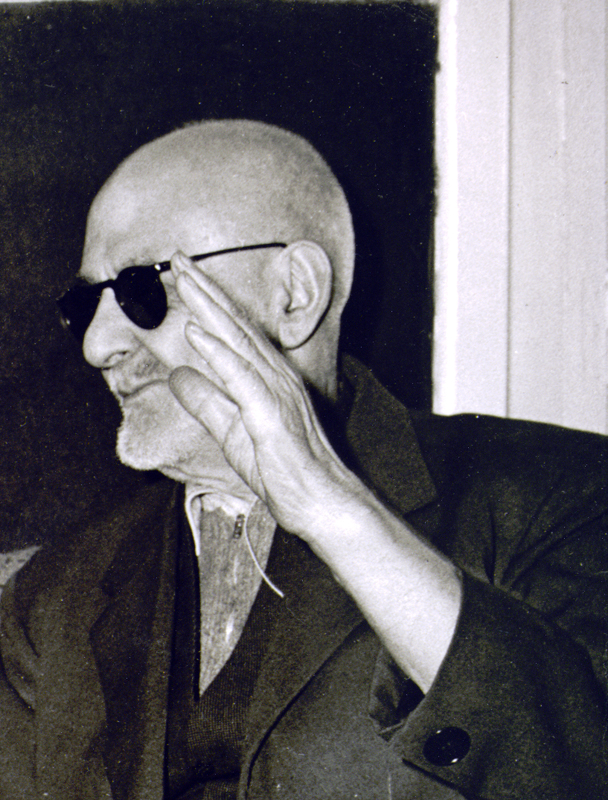
حاج حسین آقا ملک
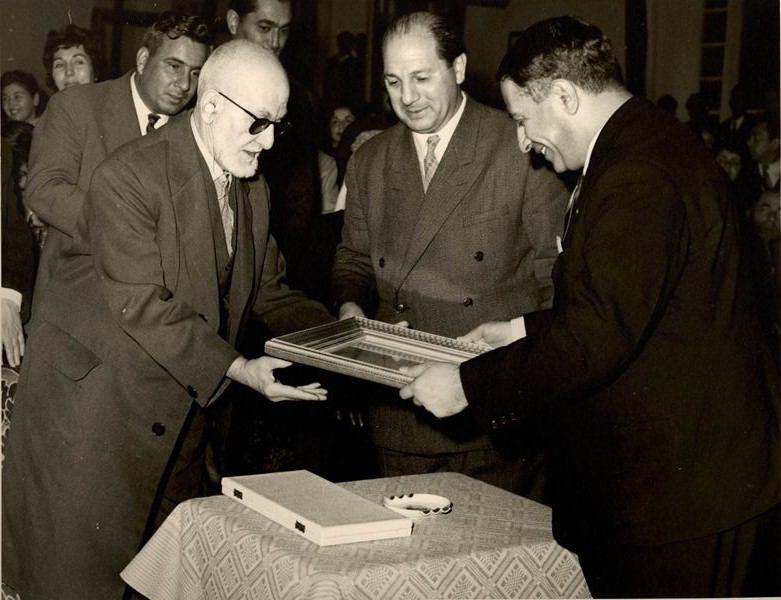
حاج حسین ملک در مجلس تجلیل از وی
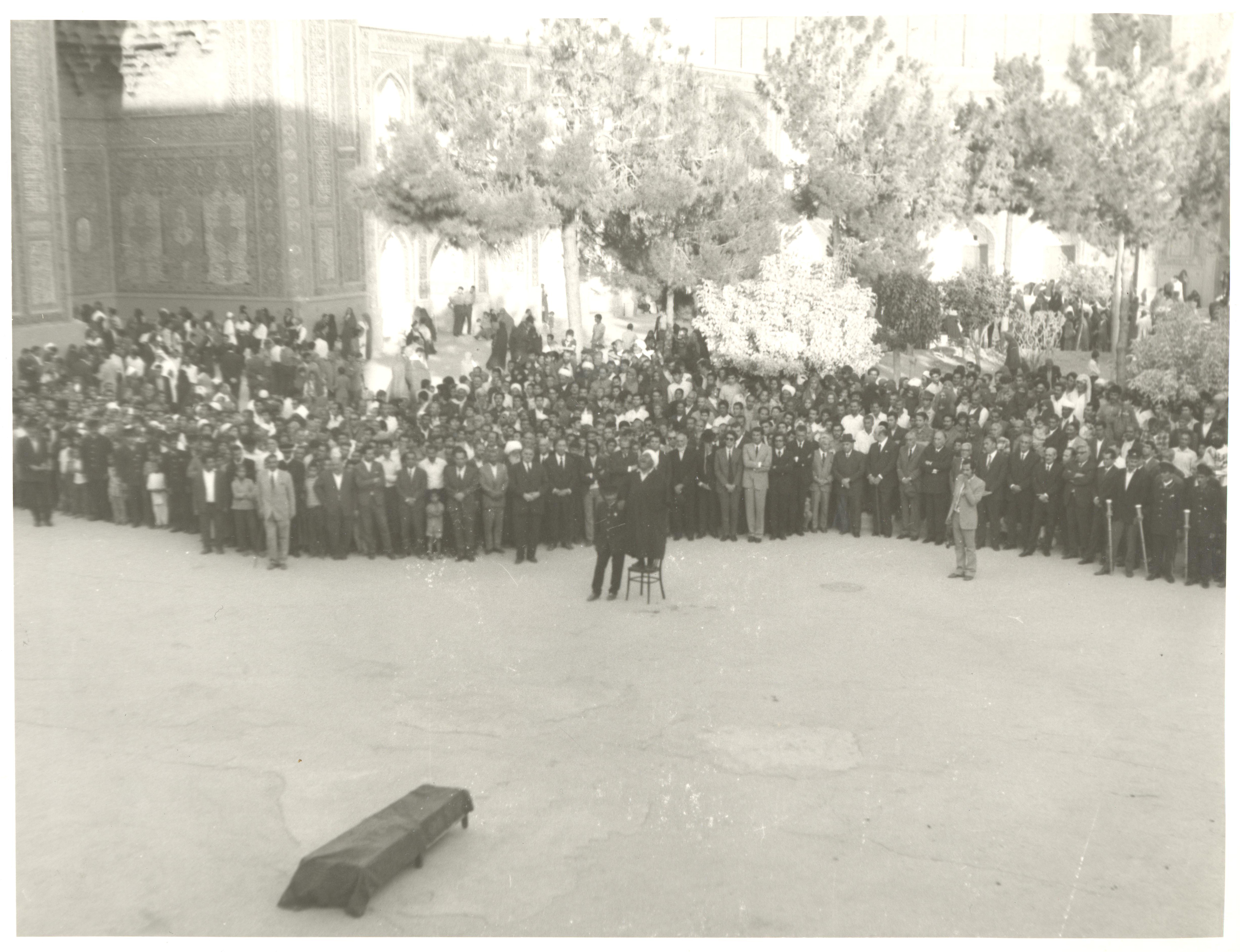
آیین تشییع پیکر حاج حسین آقا ملک در مشهد
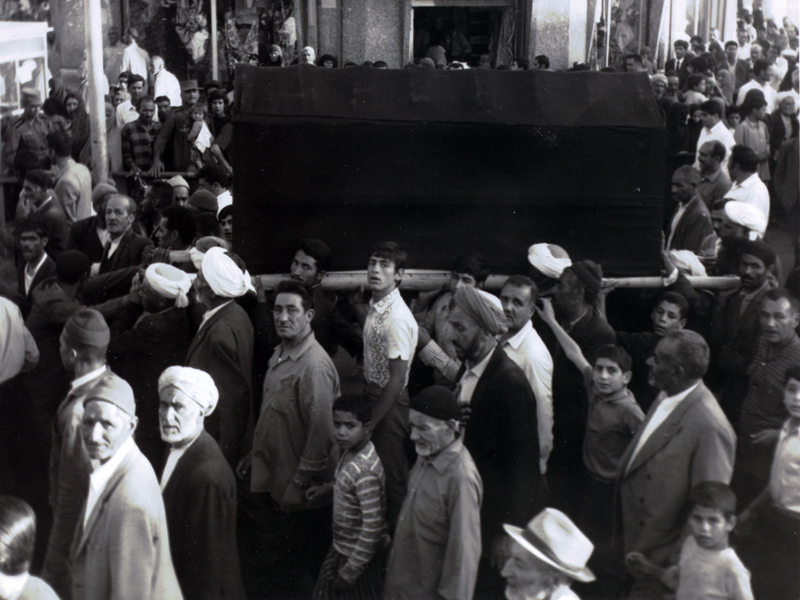
آیین تشییع حاج حسین آقا ملک
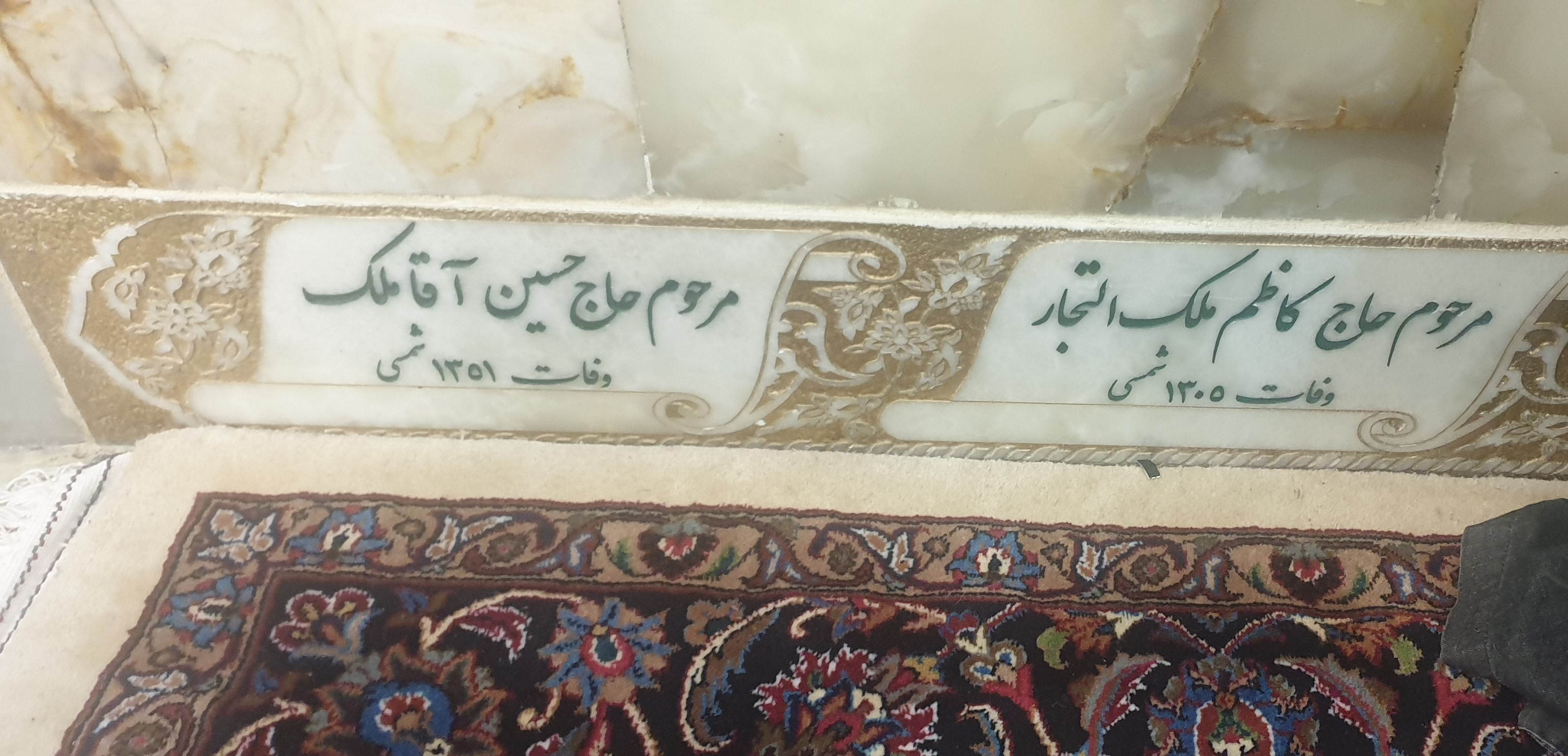
قبر حاج محمدکاظم ملک‌التجار و فرزندش حسین آقا ملک، واقع در راهروی بین دارالحفاظ و دارالسیاده حرم امام رضا